# Businessplan-Wettbewerb
Businessplan-Wettbewerbe sind Instrumente zur Förderung des Unternehmergeistes und des Unternehmertums. Die Unterstützung – gleich, ob finanzieller oder sachlicher Art – umfasst sowohl natürliche als auch juristische Personen sowie aus einer Vielzahl solcher Personen bestehender Teams (sog. Wettbewerbsteilnehmer), die ein Unternehmen gründen (sog. Existenzgründer), eine Unternehmensnachfolge antreten oder innovative Geschäftsideen in bereits existierenden Unternehmen umsetzen wollen.
In Abgrenzung zu bloßen Businessplan-Initiativen treten bei Businessplan-Wettbewerben die Wettbewerbsteilnehmer mit ihren Geschäftskonzepten und Konzeptionen gegeneinander an. Endziel der Wettbewerbe ist es, die durch eine unabhängige Jury bestbewerteten Businesspläne zu prämieren.
Ein durch die Jury als erfolgversprechend eingestufter Geschäftsplan trägt dazu bei, das wirtschaftliche Risiko des potenziellen Unternehmers zu begrenzen und den Zugang zu Fremdkapitalgebern und Eigenkapitalressourcen zu erleichtern.
Businessplan-Wettbewerbe können nach örtlichen oder sachlichen Ausrichtungen differenziert werden. Örtlich sind bundesweite von regionalen Wettbewerben zu unterscheiden, sachlich kann nach Branchen (branchenoffen, Multimedia, Mikrotechnik, Biowissenschaften etc.) unterschieden werden.

## Geschichte
Businessplan-Wettbewerbe nach heutigem Verständnis gehen auf eine bereits in den 1980er Jahren am Massachusetts Institute of Technology (MIT) entwickelte Idee zurück. Sie finden ihren Ursprung in dem 1990 in den USA ins Leben gerufenen „MIT $100K Entrepreneurship Competition“, einem vom MIT getragenen Businessplan-Wettbewerb. Es gelang, über eine enge Kooperation mit Hochschulen, unternehmerischem Umfeld und Kapitalgebern den Unternehmergeist durch die Gründung innovativer Unternehmen oder die Mobilisierung wirtschaftlicher Wachstumspotentiale zu fördern.
Im Jahre 1995 wurde durch den damaligen Geschäftsführer des Existenzgründer-Instituts Berlin (EIB) und heutigen Professor an der Fachhochschule für Wirtschaft Berlin, Sven Ripsas, und unter Mithilfe von Günter Faltin (Freie Universität zu Berlin) der erste Businessplan-Wettbewerb – nämlich der Businessplan-Wettbewerb Berlin-Brandenburg – ins Leben gerufen. Im selben Jahr startete der Münchener Business Plan Wettbewerb (MBPW).
1996 holte dann die Unternehmensberatung McKinsey & Company, Inc. die Idee des Businessplan-Wettbewerbes nach Deutschland. Sie entwickelte im Auftrag sowohl den Businessplan-Wettbewerb Berlin-Brandenburg, den Münchener Business Plan Wettbewerb, den rheinischen NUK-Businessplan-Wettbewerb im Jahr 1997 als Gründungsmitglied der NUK als auch den Businessplan-Wettbewerb Nordbayern nach dem Vorbild am MIT in der noch heute überwiegend genutzten Form des dreistufigen Wettbewerbs. McKinsey & Company war auch 1998 ein Mitinitiator des Science4Life Venture Cups.

## Formen / Teilnahme
Man unterscheidet zwischen reinen Businessplan-Wettbewerben und Gründerwettbewerben, bei denen der Businessplan „nur“ einen Teil des Wettbewerbs ausmacht.
Bei reinen Businessplan-Wettbewerben werden die einzelnen Phasen der Businessplanerstellung durchlaufen: Ideenfindung, Grobkonzept und fertiger Businessplan. Dadurch unterteilen viele Veranstalter ihre Wettbewerbe in zwei bis drei Stufen, um die einzelnen Phasen abzubilden.
Grundsätzlich kann jeder Gründer an einem Businessplan-Wettbewerb teilnehmen, auch bis zu einigen Jahren nach der Gründung. Allerdings schließen einige Wettbewerbe die Gewinner anderer Businessplan-Wettbewerbe von der Teilnahme aus.

## Gründer- und Businessplan-Wettbewerbe in Deutschland
Im Jahr 2015 wurden in Deutschland 2,9 Mio. Euro Preisgeld an Gründer und Startup-Unternehmen in 145 Gründer- und Businessplan-Wettbewerben verteilt (2014: 2,6 Mio. Euro, Basis: 124 Wettbewerbe). Hinzu kommen Gelder für Sachpreise und Coachingmaßnahmen. In Wettbewerben mit teils mehrstufigem Aufbau wurden 944 Auszeichnungen an 810 verschiedene Start-ups vergeben. 62 % der Wettbewerbe hatten eine regionale Ausrichtung; 38 % riefen deutschlandweit aus. Bayern (15), Nordrhein-Westfalen (13) und Niedersachsen (10) vergaben die meisten regionalen Ausschreibungen. Die insgesamt höchsten Preisgelder verteilten Baden-Württemberg (286.250 Euro) und Bayern (209.000 Euro). Für das Jahr 2016 stehen laut einer Studie von Für-Gründer.de über 170 Gründerwettbewerbe an.